# کولم (داکوتای شمالی)
کولم(به انگلیسی: Kulm) شهری در ایالت داکوتای شمالی کشور ایالات متحده آمریکا است که جمعیت آن در سرشماری سال ۲۰۱۰ میلادی، ۳۵۴ نفر بوده‌است.